# أندي بوس
أندي بوس (بالإنجليزية: Andy Boss)‏ هو سائق سباق أمريكي، ولد في 20 أبريل 1972.

## مسيرة السباقات
لوك روكهولد من سانتا كروز في برنامج ”صانع الثقاب المليونير“مثل أخيه، بدأ في سلسلة سباقات سكيب باربر للفورمولا فورد، حيث كان يقود هيكل مونديال بمحرك فورد سعة 1600 سي سي. احتل المركز الثاني في السلسلة في عام 1992 وعاد في عام 1993 ليهيمن على السلسلة محققاً 13 فوزاً في 16 سباقاً. كانت أول سلسلة احترافية له هي سلسلة باربر ساب للمحترفين في عام 1993 والتي خاضها بالتزامن مع سلسلة باربر للفورمولا 1 لعام 1993، حيث احتل المركز العاشر (1993) والرابع (1994) في نقاط السلسلة في السنتين اللتين شارك فيهما في البطولة. وانحصرت البطولة في عام 1994 بين أربعة سائقين (بوس ودييغو غوزمان ومارك هوتشكيس وخوان بابلو مونتويا) في ختام الموسم في فينيكس، حيث فاز سائق ناسكار المستقبلي جيري نادو بالسباق، بينما فاز الكولومبي دييغو غوزمان بلقب السلسلة لعام 1994. في عام 1994، شارك بوس أيضاً مع شقيقه في سباق 12 ساعة من سيبرينغ عام 1994 بقيادة سيارة نيسان 240SX المدعومة من المصنع من بوب ليتزنغر لكن السيارة عانت من مشكلة ميكانيكية أثناء تصدرها لفئة GTU. وعلى الرغم من إصلاح السيارة، إلا أنها توقفت لاحقاً بسبب عطل في المحرك. في عام 1995، شارك بوس في عدد مختار من سباقات باربر دودج للمحترفين، وفوكسهول لوتس (إنجلترا) وسباق USAC FF2000.